# Renault 16
De Renault 16 was het topmodel van Renault aan het eind van de jaren zestig. Ontwerper Philippe Charbonneaux was verantwoordelijk voor het design van de 'Seize'. Hij creëerde een mengvorm tussen een comfortabele reiswagen en een middelgrote 'Grand Tour' (stationwagen). Met vier portieren en een 'vijfde deur' naar de bagageruimte was de Renault 16 de eerste hatchback in de middenklasse.
De auto werd geïntroduceerd op de Autosalon van Genève van 1965, en werd daar uitstekend ontvangen.
Hoofdconstructeur Yves Georges propte de 16 vol met de meest vooruitstrevende technieken als torsievering, onafhankelijke wielophanging, een bijna geheel aluminium motor met losse cilinderbussen, voorwielaandrijving en een gesloten koelsysteem met zelfdenkende ventilator. Deze typische Renault-vondsten leverden de R16 in 1965 de titel 'Auto van het Jaar' op.
De productie van de 16 vond plaats in de nieuwe Renault fabriek in Sandouville.
Tot 1968 was de 16 leverbaar in L-, GL- en GLS-uitvoering. In maart 1968 verscheen een sportieve variant met aanmerkelijk meer vermogen dan de oorspronkelijke 1.5 liter (59 pk); de 16 TS, met een 83 pk sterke 1.6 liter motor. In 1969 kwam de eerste Renault met computergestuurde automaat; de 16 TA. Het uiteindelijke topmodel, de Renault 16 TX, debuteerde in 1973. Met een 93 pk sterke motor en een standaarduitrusting die niet onderdeed voor de middenklasse modellen van nu.
Precies zestien jaar na zijn debuut in 1964 en na een totale productie van 1.846.000 stuks, werd de productie van de 'Seize' in 1980 beëindigd. De auto was inmiddels vervangen door de Renault 20 en de 30.

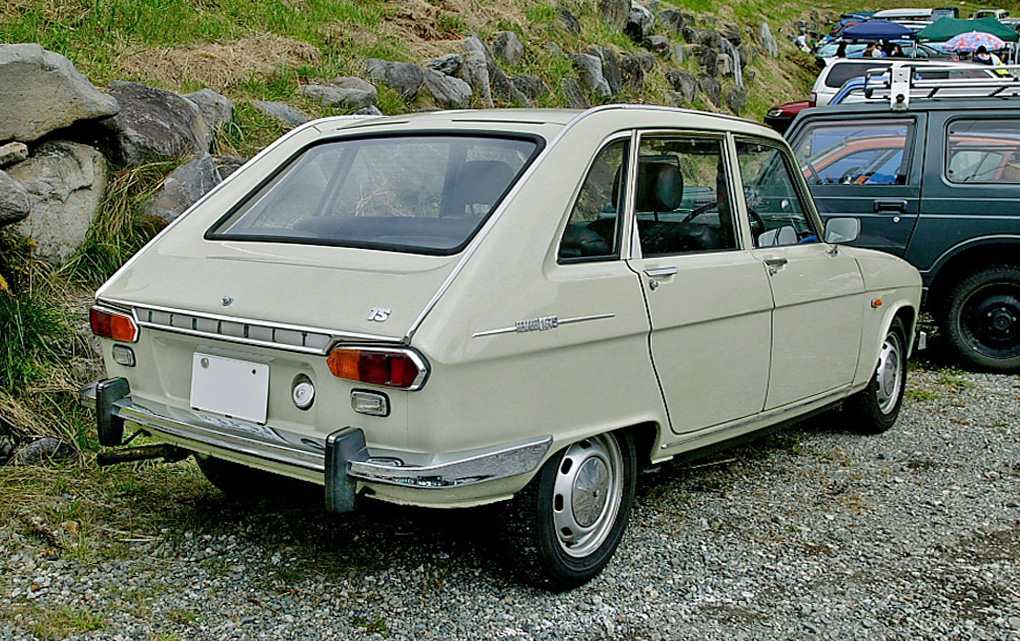
Een vroege variant van de Renault 16

In productie:
5 E-Tech · 
Arkana · 
Austral · 
Captur · 
Clio · 
Espace · 
Kadjar · 
Kangoo · 
Koleos · 
Master · 
Mégane · 
Mégane E-Tech · 
Rafale · 
Scenic E-Tech · 
Symbioz · 
Symbol · 
Trafic · 
Twingo · 
Twingo Electric · 
Zoe

Uit productie:
3 · 
4 · 
5 · 
6 · 
7 · 
8 · 
9 · 
10 · 
11 · 
12 · 
14 · 
15 · 
16 · 
17 · 
18 · 
19 · 
20 · 
21 · 
25 · 
30 · 
2CV · 
4CV · 
Avantime · 
Caravelle · 
Dauphine · 
Domaine · 
Estafette ·
Express · 
Floride · 
Fluence ·
Frégate · 
Fuego · 
Juvaquatre ·
Laguna · 
Latitude · 
Modus · 
Nervastella · 
Novaquatre · 
Ondine · 
Prairie · 
Primaquatre · 
Rodeo · 
Safrane · 
Savanne · 
Scénic · 
Spider · 
Talisman · 
Thalia · 
Twizy · 
Vel Satis · 
Vivasport · 
Vivastella · 
Wind